# Рахими, Мухаммеджан
Мухаммеджан Рахими (тадж. Муҳаммадҷон Раҳимӣ, 3 мая 1901 — 28 августа 1968) — таджикский советский поэт.

## Биография
Родился 3 мая 1901 года в семье народного сказителя недалеко от Бухары. Участвовал в Гражданской войне на стороне красных. В 1934 году окончил Ленинградский институт философии, литературы и истории. Долгое время работал журналистом и преподавателем. Умер 28 августа 1968 года в Душанбе.

## Творчество
Первые произведения Рахими увидели свет в 1924 году. В ранний период своего творчества Рахими писал преимущественно о революции и социально-экономических преобразованиях на таджикской земле. Крупным произведением стала поэма «Золотой край» (Кишвари заррин), увидевшая свет в 1936 году. За ней последовала поэма «Дорогая Москва» (Москва ҷони азиз) о дружбе народов.
В период Великой Отечественной войны Рахими создал ряд поэтических произведений на военную тематику: они вошли в сборники «Смерть за смерть, кровь за кровь» (Марг ба марг, хун ба хун), «Будь беспощаден к врагу» (Ба душман бераҳм бош) и «Победа» (Фӣрузӣ). Труженикам тыла была посвящена поэма Рахими «За белое золото» (Барои тиллои сафед). Также стал сосценаристом фильма 1942 года «Сын Таджикистана».
После войны Рахими обратился к лирической поэзии. В 1948—1963 годах вышли его сборники «Золотой край» (Кишвари заррин), «Дилафруз», «Светлый путь» (Роҳи равшан), «Четверостишие», «Утро слова» (Сабоҳи сухан).
Рахими перевёл на таджикский язык ряд произведений классиков русской и мировой поэзии, в том числе А. С. Пушкина, Н. А. Некрасова, Ф. Шиллера и др.

## Награды
- орден Трудового Красного Знамени (24.04.1957)
- 2 ордена «Знак Почёта» (31.01.1939; 23.10.1954)
- медали